# Ivan Dimitrijević
Ivan Dimitrijević (serbisch-kyrillisch Иван Димитријевић; * 3. Januar 1990 in Belgrad) ist ein ehemaliger serbischer Handballspieler, der zumeist auf Rückraum links eingesetzt wurde.
Der 1,98 m große und 90 kg schwere Rechtshänder begann seine Laufbahn in seiner Heimatstadt beim RK Partizan Belgrad, bei dem er ab 2008 in der ersten Mannschaft spielte. 2009 und 2011 konnte Dimitrijević die serbische Meisterschaft erringen. International erreichte er mit Partizan die dritte Runde im EHF-Europapokal der Pokalsieger 2008/09, die dritte Runde im EHF-Pokal 2009/10, das Halbfinale im EHF Challenge Cup 2010/11 und die Gruppenphase in der EHF Champions League 2011/12.
Im Februar 2012 unterschrieb Dimitrijević beim deutschen Bundesligisten VfL Gummersbach, wurde nach der Sommerpause aber aufgrund von Trainingsrückstandes in der 3. Liga eingesetzt. Im September 2012 wurde Dimitrijević vom VfL gekündigt, wogegen der Spieler Klage einreichte. Nachdem ein erster Gütetermin keine Einigung erbrachte, wurde der bis Juni 2013 laufende Vertrag im Februar 2013 einvernehmlich aufgelöst. Daraufhin wechselte er nach Katar. Anschließend kehrte er im Sommer 2013 zu Partizan zurück. Im September 2013 verpflichtete ihn der österreichische Bundesligist Bregenz Handball. Bereits nach seiner ersten Saison bei den Vorarlbergern wurde sein Vertrag nicht verlängert. 2018/19 und 2019/20 lief er für HC Dinamo Pancevo auf.
Mit der serbischen Juniorennationalmannschaft nahm Ivan Dimitrijević an der U-21-Weltmeisterschaft 2011 in Griechenland teil und belegte den 18. Platz. Daneben spielt er für die Serbische Nationalmannschaft im Beachhandball, mit der er bei den Europameisterschaften 2019 den 14. Platz belegte.